# Pascale Oddone

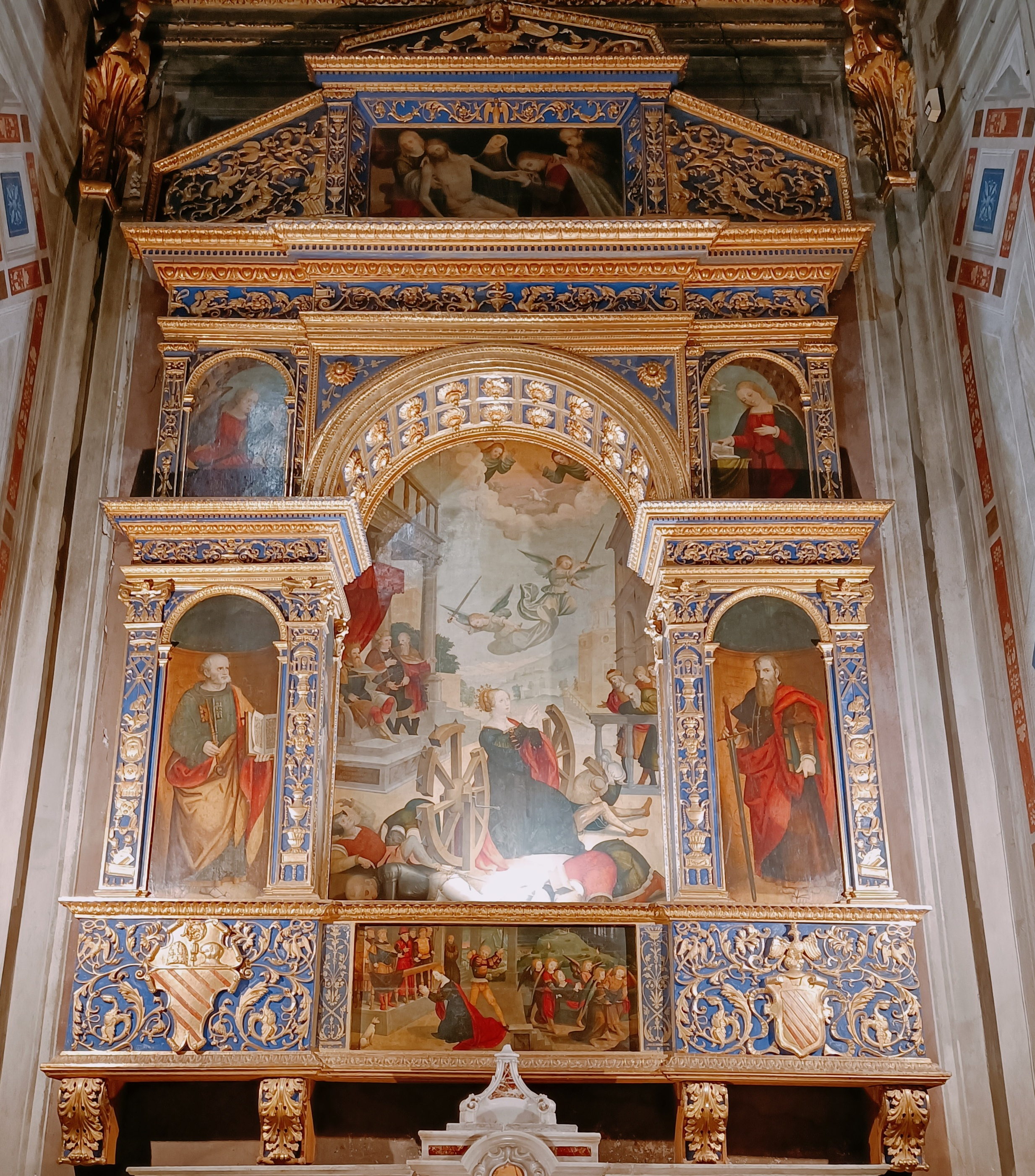
Pascale Oddone, Martirio di s.Caterina, Basilica di San Biagio, Finalborgo

Pascale Oddone (o Pasquale) (Trinità, XVI secolo – Savigliano, 1546) è stato un pittore italiano, di cui è documentata l'attività tra il 1523 e il 1546 nel Piemonte occidentale e meridionale, e in Liguria. Le sue opere si concentrano tra Saluzzo e Savigliano.

## Biografia

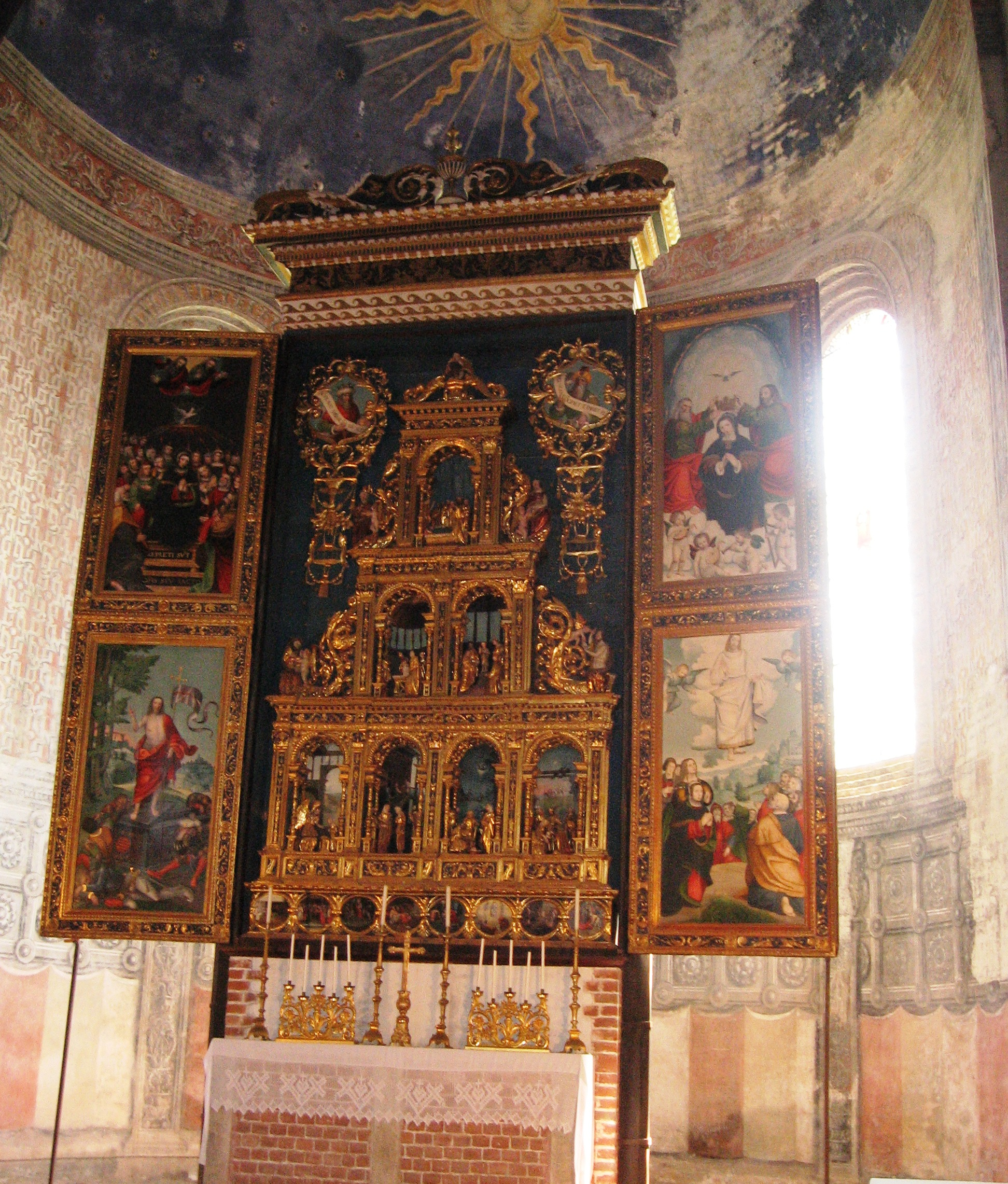
Polittico dell'Altar Maggiore, Abbazia di Santa Maria di Staffarda. Secolo XVI (1531-1533), dipinti di Pascale Oddone

Casimiro Turletti, storico ottocentesco di Savigliano, fu il primo studioso a individuare l'opera dell'artista piemontese Pascale Oddone in alcuni centri del basso Piemonte. Altri studi si devono ad Attilio Bonino, Giovanna Galante Garrone, Noemi Gabrielli e Simone Baiocco. Ancora oggi, tuttavia, mancano notizie precise sulla biografia e le opere dell'artista. Baiocco afferma che "Oddone Pascale non ha avuto finora una reale fortuna: le notizie biografiche su cui ci basiamo sono quelle che risalgono all'opera di Casimiro Turletti e che, per quanto preziose, sono certo incomplete e a volte poco verificabili".
Nulla si sa sulla sua formazione: nella resa dei visi, nei colori sgargianti degli abiti e nella composizione delle figure Pascale Oddone rivela influenze di matrice lombarda e nordica. In alcune sue opere, come le due pale di Revello, è particolarmente evidente un nesso stilistico con Gandolfino da Roreto, forse mediatore di tali influssi. Pascale Oddone fu anche un abile intagliatore e le sue pale sono spesso incorniciate in monumentali struttura lignee, tanto da diventare vere e proprie "macchine d'altare". La prima notizia su di lui consiste, appunto, nella fornitura di una cornice per una pala commissionata a Gandolfino da Roreto, che in quel momento (1523) era probabilmente già deceduto. Nel 1531 firmò con data la pala d'altare dell'abbazia di Santa Maria di Staffarda: «Odonus Paschalis d. trinitate savilliani 1531». Molto pregevole è anche il coro ligneo della stessa abbazia, successivamente smembrato e oggi diviso fra la chiesa di San Vittore nella tenuta sabauda di Pollenzo e il Museo Civico d'Arte Antica di Torino.
Pascale Oddone morì a Savigliano nell'anno 1546, l'8 agosto secondo quanto scrive Turletti, il 18 ottobre secondo Baiocco, quando gli subentrò come rettore della Compagnia del Sepolcro Tommaso Carlevari. Il figlio di Pascale Oddone, Lorenzo, fu pittore e scultore attivo in Piemonte fino ai primi decenni del Seicento.

## Opere
Non ci sono prove che Pascale Oddone abbia operato in ambiti geografici diversi dal basso Piemonte; anche la pala di Finalborgo fu commissionata da Paolo Del Carretto, vescovo e conte di Cahors, presente in quegli anni nel Saluzzese al seguito dell'esercito francese. Nella predella sono intagliati gli stemmi di Paolo e di suo fratello Giovanni II, marchese di Finale.
Alcune sue opere sono:
- Polittico raffigurante episodi della vita di Cristo e della Madonna (in cui sono inserite anche 32 statue in legno), Revello (Cuneo), Abbazia Cistercense di Santa Maria di Staffarda, (1531- 1533);
- Polittico del Martirio di Santa Caterina, Finale Ligure (Savona), Collegiata di San Biagio (1533);
- Polittico della Madonna del Rosario, Saluzzo (Cuneo), Chiesa di San Giovanni (1535);
- Polittico della Trinità, Revello, Collegiata di Santa Maria Assunta (1541).
- Vergine Annunziata e Cristo deposto, Ruffia (Cuneo), pilone all'ingresso del Borgo (nel castello, invece, vi sono opere di Lorenzo, figlio di Pascale Oddone)